# Joaquim Pedro de Sousa

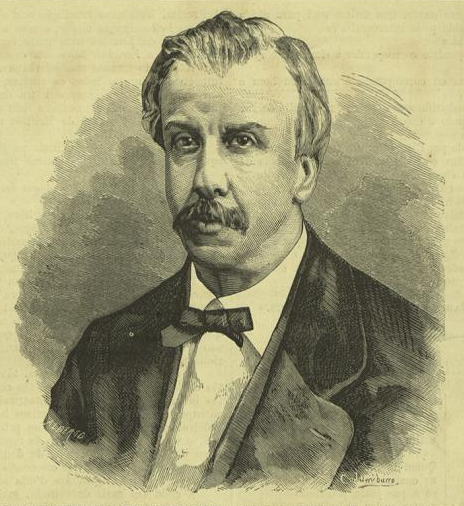
Joaquim Pedro de Sousa, em gravura de Caetano Alberto da Silva

Joaquim Pedro de Sousa (1818 — Lisboa, 2 de agosto de 1878), foi um gravador especializado na execução de retratos. Formado em Paris, onde foi aluno de Henriquel-Dupont, foi mestre da cadeira de «Gravura» da Real Academia de Belas Artes, é autor de múltiplas gravuras publicadas pela imprensa de Lisboa nas décadas de 1860 e 1870.